# Grand Prix-seizoen 1913
In het Grand Prix-seizoen 1913 werden twee Grands Prix van Frankrijk verreden, één officiële Grand Prix georganiseerd door de Automobile Club de France (ACF) en net als in het Grand Prix-seizoen 1911 werd er een onofficiële Grand Prix van Frankrijk georganiseerd door de Automobile Club de l'Ouest. Het seizoen begon op 30 mei en eindigde op 30 augustus na één Grande Épreuve en zes andere races.

## Kalender

### Grandes Épreuves
| Ronde | Datum   | Grand Prix | Circuit | Winnaar         | Constructeur | Verslag |
| ----- | ------- | ---------- | ------- | --------------- | ------------ | ------- |
| 1     | 12 juli | Frankrijk  | Amiens  | Georges Boillot | Peugeot      | verslag |

### Andere races
| Datum       | Land             | Racenaam                     | Circuit         | Winnaar             | Constructeur | Verslag |
| ----------- | ---------------- | ---------------------------- | --------------- | ------------------- | ------------ | ------- |
| 30 mei      | Verenigde Staten | Indianapolis 500             | Indianapolis    | Jules Goux          | Peugeot      | verslag |
| 7 juni      | Rusland          | Grand Prix van Rusland       | Sint-Petersburg | Georgy Suvorin      | Benz         | verslag |
| 15 juni     | Spanje           | Grand Prix van Spanje        | Guadarrama      | Carlos de Salamanca | Rolls Royce  | verslag |
| 5 augustus  | Frankrijk        | Grand Prix de France         | Le Mans         | Paul Bablot         | Delage       | verslag |
| 9 augustus  | Verenigde Staten | Stratenrace van Santa Monica | Santa Monica    | Earl Cooper         | Stutz        | verslag |
| 30 augustus | Verenigde Staten | Elgin National Trophy        | Elgin           | Gil Andersen        | Stutz        | verslag |

1894 · 1895 · 1896 · 1897 · 1898 · 1899 · 1900 · 1901 · 1902 · 1903 · 1904 · 1905 · 1906 · 1907 · 1908 · 1909 · 1910 · 1911 · 1912 · 1913 · 1914 · 1915 · 1916 · Eerste Wereldoorlog · 1919 · 1920 · 1921 · 1922 · 1923 · 1924 · 1925 · 1926 · 1927 · 1928 · 1929 · 1930 · 1931 · 1932 · 1933 · 1934 · 1935 · 1936 · 1937 · 1938 · 1939 · 1940-1945 (Tweede Wereldoorlog) · 1946 · 1947 · 1948 · 1949 
 Lijst van Grand Prix-wedstrijden voor 1950